# Берґери з Берґу
Бергери з Бергу  (чеськ. Bergerové z Bergu) — давній лужицький шляхетський рід, члени якого відомі у Моравії з XVI століття.
Збереглись історичні записи про Яна Бергера з Бергу, що володів замком і градом Боузов з 1583 року, а також про його сина Микулаша, що згадується у 1617 році.
Іншими представниками роду були Йохана Франтішек, що була дружиною цісарського маршала Франтішека з роду Магнісових та власником Брно. У 1654 році вона заснувала фонд для виховання та навчання молодих шляхетних дівчат. 1679 року, за її ініціативи, було збудовано Палац Шляхтянок, в якому вони мешкали та навчались.
Незважаючи на схожість імен з хорватським шляхетський родом Пергари з Перку (чеськ. Pergary z Perku) Бергери не мали зв'язку.